# Corpul de Legionari români din Bucovina
Corpul de Legionari români din Bucovina a fost o unitate de recruți numiți după modelul din 1848, legionari, înființată în noiembrie 1914 de către Austro-Ungaria prin eforturile deputatului român austrofil Aurel Onciul, căruia i-a fost trasată această sarcină de către guvernatorul provinciei, Rudolf von Meran.
Unitatea a avut un echivalent format din etnici ucraineni, recrutați sub coordonarea deputatului Nicolae de Wassilko.

## Înființare

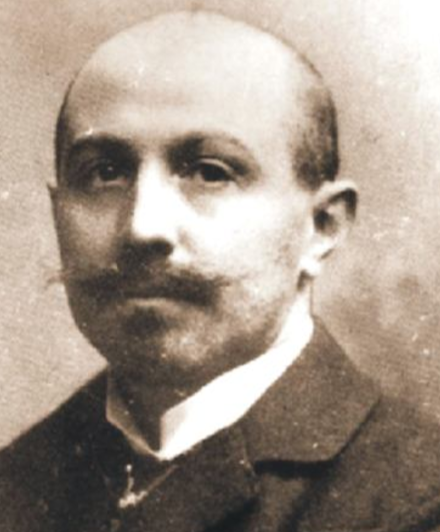
Aurel Onciul

În urma unui apel al deputatului Aurel Onciul, pe data de 22 noiembrie 1914 au fost aduși la Suceava pentru o adunare populară – în timpul căreia a fost lansat proiectul unui corp de voluntari români, aproximativ 2.000 de țărani.
Recrutarea efectivelor s-a făcut în teritoriu de către jandarmi – câte 50 de recruți de comună, până la un total aproximativ de 1.500 de oameni. Aceștia au fost aduși la Câmpulung, unde după înarmarea cu puști Werndl⁠(en)[traduceți] vechi, scoase din uzul armatei austriece, pe 2 decembrie au depus jurământul în piața centrală, după un serviciu divin. La brațul stâng aceștia au trebuit să poarte o eșarfă neagră-galbenă., păstrându-și hainele țărănești  Primul lor comandant a fost locotenentul Thieberger.
Cu o condiție fizică precară (o parte dintre ei au și fost demobilizați datorită infirmității), în lipsa unei instrucții și a unei dotări cu armament adecvate, precum și în lipsa hranei suficiente, calitatea acestor luptători a fost inferioară.

## Participarea la lupte

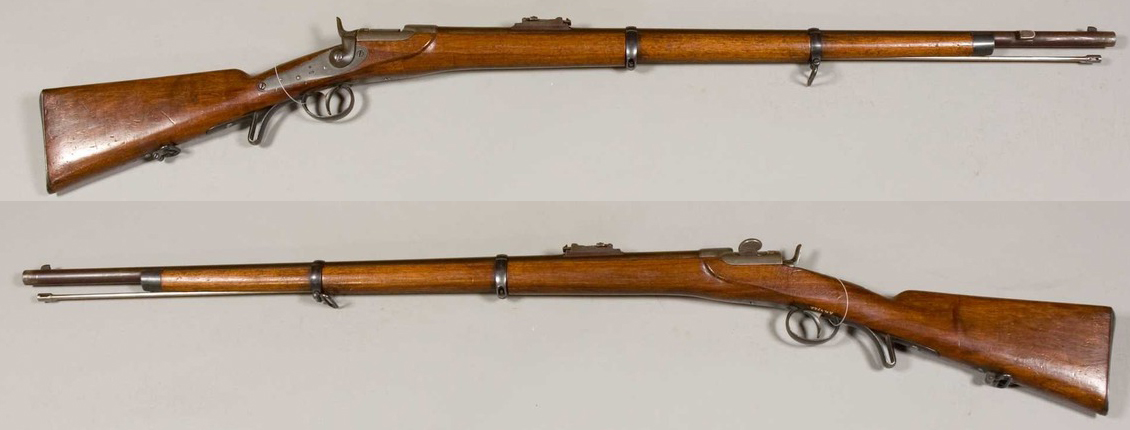
Pușcă model Werndl-Holub M1867, din dotarea Corpului de Legionari

Prima dată legionarii români au fost folosiți în luptă în noiembrie 1914, când trupele austriece se aflau în retragere spre Carpați, în fața rușilor care luptau să ocupe din nou Cernăuțiul (reocupat la 26 noiembrie 1914). Armata rusă a recurs la ambuscade în care multi dintre legionarii români au fost uciși. O parte din aceștia au reușit să se refugieze în Regatul României.

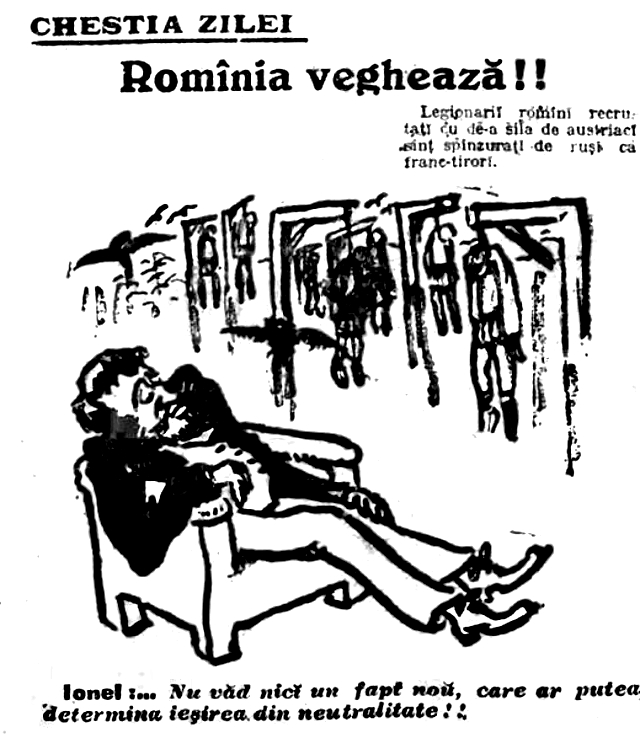
Caricatură antiguvernamentală din ziarul Adevărul din 8 ianuarie 1915, ilustrând soarta tragică a legionarilor voluntari bucovineni spânzurați de ruși

După ocuparea Sucevei, la 18 decembrie/1 ianuarie 1915  o companie de legionari români împreună cu un pluton de jandarmi au ocupat poziții de apărare în ariergarda armatei care se retrăgea spre Iacobeni și Vatra Dornei, în localitățile Gura Humorului, Capu Codrului și Ilișești. O a doua companie a primit ordin să închidă drumul spre Frasin, Frumosu și Argel. Unitățile în cauză au avut ordinul de a se retrage în condițiile contactului cu forțe superioare, spre Fundu Moldovei și Pojorâta.
Intrând în contact cu trupele inamice care avansau spre Pasul Mestecăniș la sfârșitul lunii decembrie/începutul lunii ianuarie 1914, legionarii s-au retras în debandadă spre Câmpulung. Aflați în continuare în haine țărănești, mulți dintre ei – socotiți a fi de către ruși franctirori, au fost executați. Un grup de legionari fixați pe teren de către inamic la „Podul Bucătarului” din Câmpulung, s-au retras în parte spre Pojorâta și în parte spre Munții Rarău – de unde fie s-au repliat spre Vatra Dornei, fie au trecut granița spre România.
Împușcarea voluntarilor români din trupele de legionari a avut ecou  în presa din România.
„Autoritățile rusești pretind că acești voluntari nu pot fi considerați ca soldați regulați și, deci, să fie pur și simplu făcuți prizonieri de război, ci că au de-a face cu niște franctitori și, deci, în afară de legile războiului...Scăpați fie de moartea pe care le-o făgăduiau austriecii, dacă nu se supun, fie de moartea pe câmpul de luptă, azi dânșii găsesc moartea, cu toții, prin spânzurătoare, de la ruși.”—Constantin Mille în ziarul Adevărul din 6 ianuarie 1915
Ulterior, un batalion de legionari, aflat mai întâi sub comanda căpitanului Roman și mai apoi a căpitanului Cernăuțean, a intrat în compunerea Diviziei 54 Infanterie k. u. k.